# Serhij Siluk
Serhij Wołodymyrowycz Siluk, ukr. Сергій Володимирович Сілюк (ur. 5 czerwca 1985 w Zaporożu) – ukraiński piłkarz, grający na pozycji pomocnika, a wcześniej napastnika.

## Kariera piłkarska

### Kariera klubowa
Wychowanek SDJuSzOR Metałurh Zaporoże, barwy którego bronił w juniorskich mistrzostwach Ukrainy (DJuFL). Pierwszy trener Wołodymyr Szapowałow. Karierę piłkarską rozpoczął 15 kwietnia 2002 w składzie Metałurh-2 Zaporoże, a 27 marca 2004 rozegrał pierwszy mecz w podstawowej jedenastce Metałurha. Występował również w rezerwowej drużynie Metałurha. W styczniu 2010 podpisał długoterminowy kontrakt z Zorią Ługańsk. 30 grudnia 2012 za obopólną zgodą kontrakt został anulowany, a już w styczniu 2013 został piłkarzem Worskły Połtawa. Podczas przerwy zimowej sezonu 2013/14 opuścił połtawski klub. Latem 2014 wyjechał do Azerbejdżanu, gdzie bronił barw Arazu Nachiczewan. Podczas przerwy zimowej sezonu 2014/15 podpisał kontrakt z łotewskim FK Spartaks Jurmała. 1 marca 2016 został piłkarzem Arsenału Kijów. 14 czerwca 2016 podpisał kontrakt z FK Tarnopol.

### Kariera reprezentacyjna
Występował w młodzieżowej U-20 oraz U-21 reprezentacjach Ukrainy.

## Sukcesy i odznaczenia

### Sukcesy klubowe
- finalista Pucharu Ukrainy: 2006

### Sukcesy reprezentacyjne
- uczestnik turnieju finałowego Mistrzostw świata U-20: 2005